# Александар Когаљев
Александар Алексејевич Когаљев (рус. Александр Алексеевич Когалев — Минск, 22. мај 1994) професионални је белоруски хокејаш на леду који игра на позицијама крилног нападача.
Члан је сениорске репрезентације Белорусије за коју је на међународној сцени дебитовао на светском првенству 2017. године. 